# Ostrówek (powiat lubartowski)
Ostrówek – wieś w Polsce położona na Wysoczyźnie Lubartowskiej, w województwie lubelskim, w powiecie lubartowskim, w gminie Ostrówek.
W latach 1975–1998 miejscowość należała administracyjnie do województwa lubelskiego.
Wieś stanowi sołectwo gminy Ostrówek. Według Narodowego Spisu Powszechnego z roku 2011 wieś liczyła 218 mieszkańców.
Wieś jest siedzibą rzymskokatolickiej parafii Matki Bożej Częstochowskiej w Ostrówku.